# Puente ferroviario de Ñuble
El puente ferroviario de Ñuble es un viaducto ubicado en la Región de Ñuble, Chile. Atraviesa el río Ñuble, cual además de otorgar el nombre al puente y a la región, funciona como límite administrativo entre las provincias de Diguillín y Punilla,  y también de las comunas de Chillán y San Nicolás.
Fue creado como parte del antiguo Ferrocarril Chillán - Curicó, conectando la estación Cocharcas y la Estación de ferrocarriles de Chillán. Actualmente es parte de la vía troncal de la Red Sur de la Empresa de los Ferrocarriles del Estado, Chile y conecta la estación de Chillán con la estación San Carlos.

## Historia
El puente fue construido entre 1885 y 1888 por encargo del Ministerio de Obras Públicas de Chile, a un costo de unos $ 450.000 pesos de la época. El proyecto estuvo a cargo del ingeniero Enrique Budge, con modificaciones hechas por el ingeniero Domingo V. Santa María. La ferretería de 500 metros de largo fue fabricada en 1886 por la empresa Lever, Murphy & Co. de Caleta Abarca, Viña del Mar. Las pruebas de la estructura dieron una flecha excesiva, lo que se atribuyó a un mal diseño de la viga Monier de muy poca altura. Originalmente contaba con 1.160 toneladas de fierro, pero fue reforzado en 1924 con arcos, contrapesos y cadenas sumando unas 1300 toneladas. Entre 1945 y 1947 los refuerzos del '24 se reemplazaron con una viga de tercer cordón superior, dando la configuración actual del viaducto.
El 8 de febrero de 2006, tres tramos de vía se vieron afectados por el desrielo de un tren de carga en el puente. A causa de esto se estableció un servicio de trasbordo de buses entre San Carlos y Chillán y viceversa, para los servicios de largo recorrido.
Se dispuso del despeje de la zona afectada. Una vez realizado, se inició la etapa de reparación de los tres tramos dañados: tramos I y II, afectados en menor nivel; y tramo III, el más afectado, los que de norte a sur corresponden a 150 metros en total. 

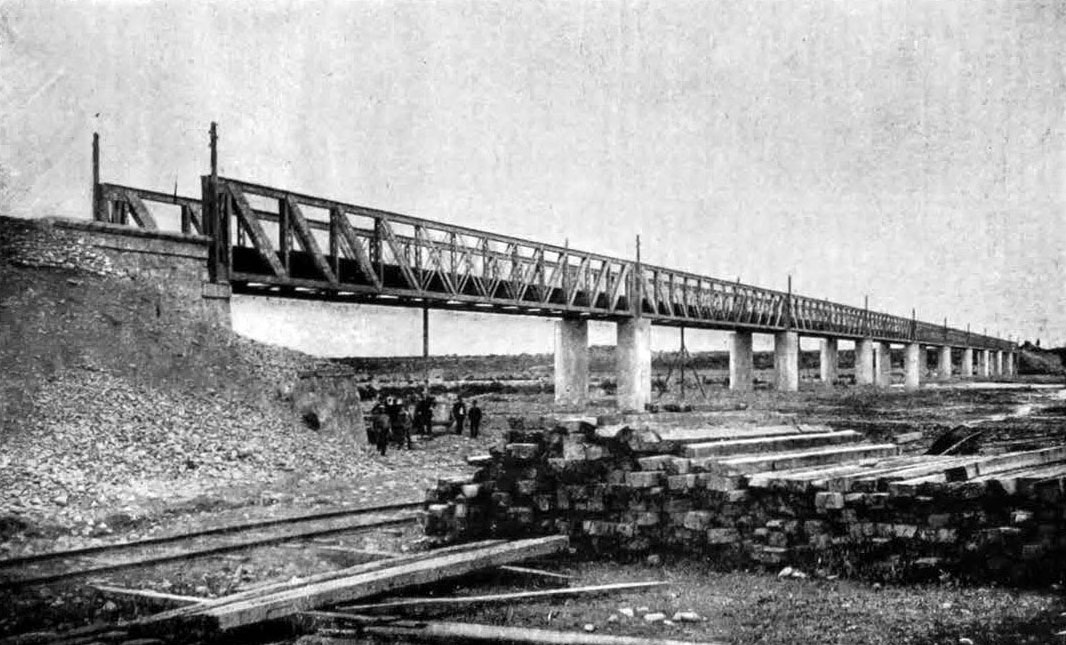
Puente ferroviario Ñuble, Imagen Inaugural 1888.

Los trabajos implicaron una inversión total de $180 millones y comprendieron la reparación de las vigas principales de los tramos I y II del puente, y la reconstrucción de las vigas longitudinales (longuerinas) y transversales del tramo III.
Asimismo, se adelantaron obras de mejoramiento de la vía férrea del puente, insertos dentro del Contrato de Provisión de Infraestructura Ferroviaria, CPIF Zona Centro, que implicó el cambio de más 80 durmientes.
En esta reparación y mantenimiento además de los equipos de puente de EFE y personal de Fepasa, participaron las empresas Tecdra, SEC y GHD Siga, las que tienen los contratos de mantenimiento a largo plazo y realizaron la inspección técnica con el objetivo de medir el comportamiento del puente para determinar que todas sus estructuras se comportaran de acuerdo a las exigencias que estaban consideradas. El 7 de marzo se reanudó el tráfico ferroviario de pasajeros y aproximadamente 15 días después, se restableció el tráfico de carga por el puente.

## Arquitectura
El puente es principalmente una estructura metálica cuyas fundaciones están hechas de hormigón armado. El color predominante de la estructura es el color amarillo y posee diez arcos por cada lado, con el fin de dar soporte a la obra. De acuerdo al Inventario Nacional de Patrimonio Inmueble realizado en 2019 por el Ministerio de Obras Públicas, su estado de conservación era bueno, considerando también detalles mínimos como el deterioro en sus durmientes de madera y elementos de hormigón que permiten el cruce peatonal por la línea férrea, los cuales no se encontraban señalados, ni muchos menos habilitados.